# Pascal Kappés
Pascal Kappés (* 18. Juni 1990 in Bischmisheim) ist ein deutscher Laiendarsteller und Model.

## Leben
Pascal Kappés wuchs als Sohn des ehemaligen Fußballspielers und -trainers Rudi Kappés in Bischmisheim auf. 2002 verlor er seinen Vater und seine Schwester bei einem Auto-Unfall. Nach der Schule machte Kappés eine Ausbildung zum Einzelhandelskaufmann und spielte Fußball in der 6. Liga. Später arbeitete er als Model. 2017 wurde er zu Mister Saarland gewählt. Im selben Jahr trat er an der Wahl zum Mister Germany an.
Von 2017 bis 2018 stand Kappés für die RTL-II-Serie Berlin – Tag & Nacht vor der Kamera. 2018 heiratete Kappés die ehemalige Bachelor-Kandidatin Denise Temlitz, mit der er einen Sohn hat. Ein Jahr später folgte die Scheidung. 2020 outete Kappés sich als bisexuell.
Im August 2021 nahm Kappés an der 9. Staffel von Promi Big Brother auf Sat.1 teil und belegte den 14. Platz.

## Fernsehsendungen
- 2017–2018: Berlin – Tag & Nacht (RTL II, Fernsehserie)
- 2019: Renn zur Million … wenn Du kannst! (ProSieben)
- 2021: Promi Big Brother (Sat.1)
- 2022: Promi Big Brother – Die Late Night Show (Sat.1)